# 滨湖圣马丹
滨湖圣马丹（法語：Saint-Martin-du-Lac，法語發音：[sɛ̃ maʁtɛ̃ dy lak]）是法国索恩-卢瓦尔省的一个市镇，属于沙罗勒区。

## 地名
法语人名在日常人名译名以及《世界人名翻譯大辭典》、《法语姓名译名手册》等主流人名译名类书籍资料中多译作“马丁”，不过在《世界地名翻译大辞典》、《世界地名译名词典》和《法国地图册》等主流地名译名类书籍资料中多译作“马丹”。

## 地理
滨湖圣马丹（46°15'14"N, 4°2'39"E）面积14.04 平方千米，位于法国勃艮第-弗朗什-孔泰大區索恩-卢瓦尔省，该省份为法国中部省份，北起顺时针与科多尔省、汝拉省、安省、罗讷省、卢瓦尔省、阿列省和涅夫勒省接壤。
与滨湖圣马丹接壤的市镇（或旧市镇、城区）包括：马尔西尼、伊格朗德、马伊、默莱、圣于连德容济、布里奥奈地区瑟米尔。
滨湖圣马丹的时区为UTC+01:00、UTC+02:00（夏令时）。

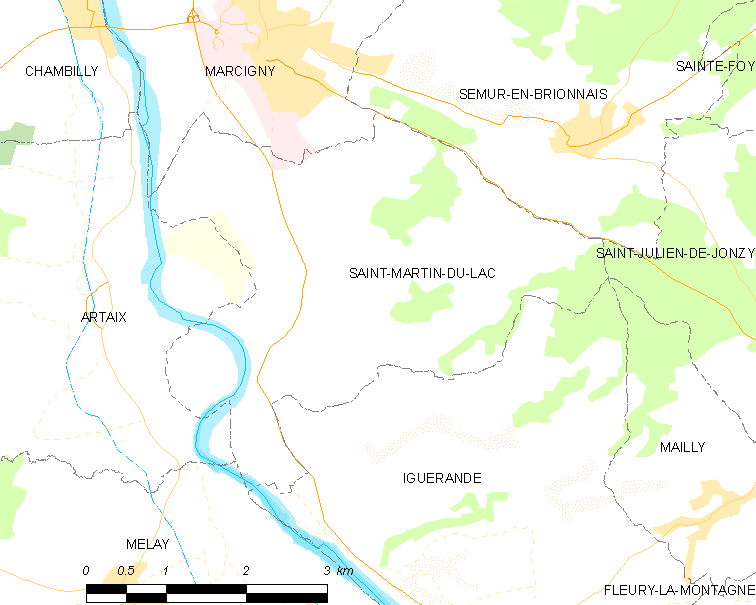
滨湖圣马丹的OSM定位图

## 行政
滨湖圣马丹的邮政编码为71110，INSEE市镇编码为71453。

## 政治
滨湖圣马丹所属的省级选区为帕赖勒莫尼亚勒县。

## 人口

1962-2008年间滨湖圣马丹人口变化图示

滨湖圣马丹于2022年1月1日时的人口数量为241人。